# Batis minima
El batis de Verreaux (Batis minima) es una especie de ave paseriforme de la familia Platysteiridae propia de África Central.
Su nombre común conmemora al naturalista francés Jules Verreaux.

## Distribución y hábitat
Se lo encuentra en Camerún, República Centroafricana, Guinea Ecuatorial y Gabón. Su hábitat natural son los bosques bajos húmedos tropicales. Se encuentra amenazada por pérdida de hábitat.